# Global Firepower Index
Il Global Firepower Index (GPI) mette a confronto la capacità di guerra convenzionale di vari paesi in termini di capacità di guerra terrestre, marittima e aerea. L’indice, aggiornato annualmente dal 2005, tiene conto di 50 diversi fattori militari, demografici, finanziari, logistici e geografici. A causa dell’attenzione rivolta alla guerra convenzionale, gli arsenali nucleari non vengono presi in considerazione.

## Metodo
Non esistono informazioni stabilite e verificabili su come viene calcolato l'indice. Il sito web non rivela la metodologia, ma afferma che nell’indice confluiscono più di 50 indicatori statistici. Questi includevano manodopera, attrezzature, budget militare, risorse naturali e altri fattori. Tuttavia, il numero delle armi nucleari non è incluso, poiché viene calcolata solo la capacità di guerra convenzionale. Da tutti gli indicatori viene calcolato un punteggio, il PowerIndex (PwrIndx). Più basso è il PwrIndx, maggiore è la capacità di guerra convenzionale stimata. Il miglior valore teorico che un paese può raggiungere nel Global Firepower Index è 0.

## Lista
Nella lista sono state considerate un totale di 145 potenze mondiali; di seguito sono riportate i primi 20 Paesi nella graduatoriaː
| Posizione | Paese         | Indice |
| --------- | ------------- | ------ |
| 1         | USA           | 0,0744 |
| 2         | Russia        | 0,0788 |
| 3         | Cina          | 0,0788 |
| 4         | India         | 0,1184 |
| 5         | Corea del Sud | 0,1656 |
| 6         | Regno Unito   | 0,1785 |
| 7         | Francia       | 0,1878 |
| 8         | Giappone      | 0,1839 |
| 9         | Turchia       | 0,1902 |
| 10        | Italia        | 0,2164 |
| 11        | Brasile       | 0,2415 |
| 12        | Pakistan      | 0,2513 |
| 13        | Indonesia     | 0,2557 |
| 14        | Germania      | 0,2601 |
| 15        | Israele       | 0,2661 |
| 16        | Iran          | 0,3048 |
| 17        | Spagna        | 0,3242 |
| 18        | Australia     | 0,3298 |
| 19        | Egitto        | 0,3427 |
| 20        | Ucraina       | 0,3755 |

| Posizione | Paese         | Indice |
| --------- | ------------- | ------ |
| 1         | USA           | 0,0699 |
| 2         | Russia        | 0,0702 |
| 3         | Cina          | 0,0722 |
| 4         | India         | 0,1023 |
| 5         | Corea del Sud | 0,1416 |
| 6         | Regno Unito   | 0,1443 |
| 7         | Giappone      | 0,1601 |
| 8         | Turchia       | 0,1697 |
| 9         | Pakistan      | 0,1711 |
| 10        | Italia        | 0,1863 |
| 11        | Francia       | 0,1878 |
| 12        | Brasile       | 0,1944 |
| 13        | Indonesia     | 0,2251 |
| 14        | Iran          | 0,2269 |
| 15        | Egitto        | 0,2283 |
| 16        | Australia     | 0,2515 |
| 17        | Israele       | 0,2596 |
| 18        | Ucraina       | 0,2598 |
| 19        | Germania      | 0,2847 |
| 20        | Spagna        | 0,2882 |